# Calocera
Calocera é um gênero de fungos da família Dacrymycetaceae.

## Espécies
- Calocera australis
- Calocera clavata
- Calocera cornea
- Calocera furcata
- Calocera fusca
- Calocera glossoides
- Calocera guepinioides
- Calocera lutea
- Calocera pallidospathulata
- Calocera sinensis
- Calocera viscosa